# USS Shangri-La (CV-38)
USS Shangri-La (CV-38) bio je američki nosač zrakoplova u sastavu Američke ratne mornarice i jedan od nosača klase Essex. Bio je prvi brod u službi Američke ratne mornarice koji nosi ime Shangri-La. Služio je od 1944. do 1971. godine. Shangri-La je odlikovan s 2 borbene zvijezde (eng. battle stars – odlikovanje za sudjelovanje u bitkama) za sudjelovanje u Drugom svjetskom ratu i 3 borbenih zvijezda za sudjelovanje u Vijetnamskom ratu.
Povučen je iz službe 1971. godine, a 1988. je prodan kao staro željezo.

### Zajednički poslužitelj
|  | Zajednički poslužitelj ima stranicu o temi USS Shangri-La (CV-38)    |
|  | Zajednički poslužitelj ima još gradiva o temi USS Shangri-La (CV-38) |